# Vittorio Jano
Vittorio Jano (en húngaro, János Viktor) (22 de abril de 1891 – 13 de marzo de 1965) fue un diseñador de automóviles italiano. Ligado inicialmente a Fiat y después a Alfa Romeo, Lancia y Ferrari; entre finales de los años 1920 y los 1960 concibió los motores de numerosos vehículos de competición y de carretera.

## Primeros años

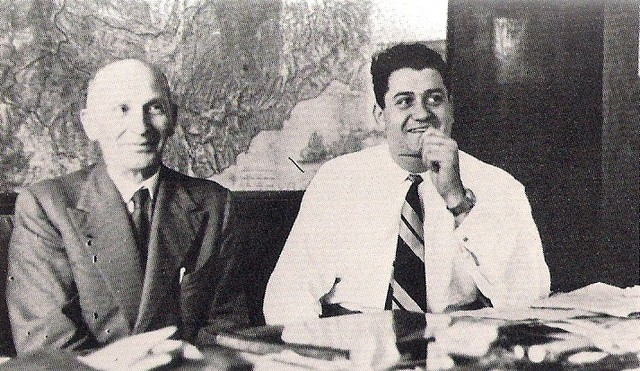
Jano y Gianni Lancia.

Viktor János (su nombre original) nació en San Giorgio Canavese (Piamonte), en el seno de una familia de inmigrantes húngaros que se instalaron allí varios años antes.
Su inicio en el mundo del automóvil se produjo cuando entró a trabajar en la Società Torinese Automobili Rapid, propiedad de Ceirano & C.. En 1911 pasó a Fiat a las órdenes de Luigi Bazzi, con quien se trasladó a Alfa Romeo en 1923 cuando Bazzi fue elegido para reemplazar a Giuseppe Merosi como ingeniero jefe. 
En Alfa Romeo su primer diseño fue el P2, un modelo de Gran Premio dotado de un motor de ocho cilindros en línea, con el que Alfa Romeo ganó el campeonato mundial inaugural en 1925. En 1932 produjo el sensacional modelo Alfa Romeo P3, que posteriormente proporcionó numerosos éxitos a Enzo Ferrari cuando organizó la Scuderia Ferrari en 1933.
Desarrolló una serie de motores de pequeño a medio cubicaje de 4, 6, y 8 cilindros en línea basados en el propulsor del modelo P2, que se convirtió en la arquitectura clásica de las plantas motrices Alfa, con construcción de aleación ligera, cámaras de combustión hemisféricas, troneras centrales, dos filas de válvulas elevadas por cada bancada de cilindros y doble aŕbol de levas en cabeza.
En 1936 diseñó el Alfa Romeo 12C utilizando un motor V12. El coche no tuvo éxito, hecho señalado como la razón para la dimisión de Vittorio Jano de Alfa Romeo a finales de 1937.
En 1937 Jano fue contratado por Lancia, dedicándose a diseñar los modelos de Gran Premio de la marca. Su nuevo coche, el Lancia D50, se introdujo en 1954, pero la muerte en accidente de Alberto Ascari y el desastre de Le Mans en 1955, provocaron la retirada de la compañía de los Grandes Premios. Ferrari tomó el relevo de Lancia, contratando a Jano aquel mismo año.
La contribución de Jano a Ferrari fue significativa. Con el apoyo del hijo de Enzo, Dino, los motores V6 y V8 de Jano remplazaron a los antiguos propulsores de competición ideados por Lampredi y Colombo. Después de la muerte de Dino, Jano diseñó el motor "Dino" V6, base en 1966 del Ferrari Dino, el primer coche de carretera de la compañía con motor sobre el eje trasero. El V6 y V8 de Jano (cuyos descendientes se han seguido utilizando prolongadamente) consiguieron desplazar el foco que la compañía había puesto en los motores V12.
Como Enzo Ferrari, Jano perdió a su propio hijo en 1965. Enfermó gravemente, y aquel mismo año se suicidó en Turín.

## Imágenes
|  |  |  |